# Bartłomiej z Jasła

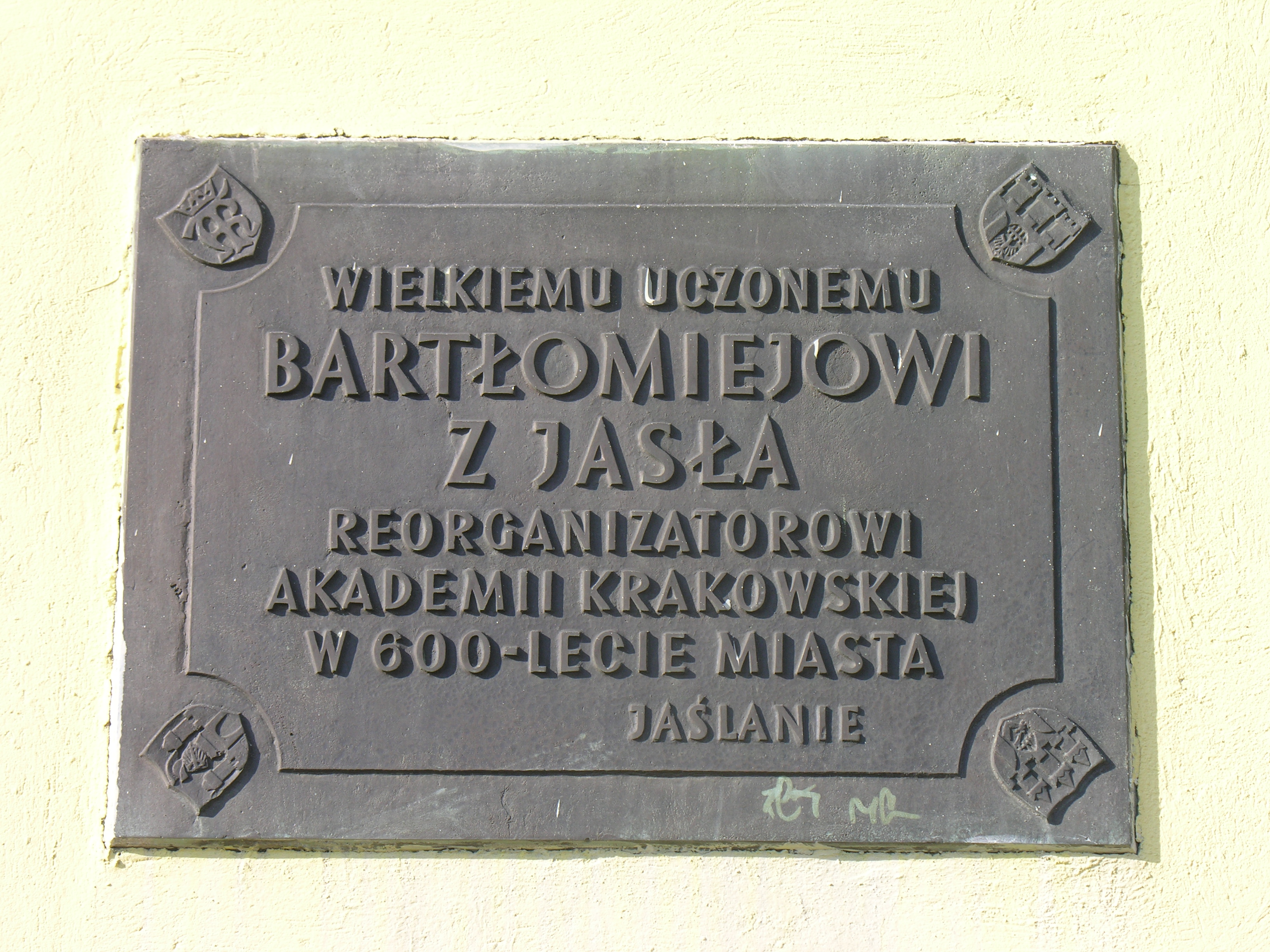
Tablica ku czci uczonego w Jaśle

Bartłomiej z Jasła (ur. ok. 1360 w Jaśle, zm. 1407 w Krakowie) – filozof i teolog, profesor uniwersytetów w Pradze i Krakowie. Reformator Akademii Krakowskiej, gdzie wykładał sztuki wyzwolone i teologię. Nauczyciel m.in. arcybiskupa gnieźnieńskiego Mikołaja z Kurowa, Macieja Raciąża, kanonika gnieźnieńskiego Blizbora, oraz bliżej nieokreślonych Jana i Mikołaja z Lelowa (któremu w 1399 w Pradze nadał bakalaureat).

## Życiorys
Pochodził z rodziny mieszczańskiej. Wychowanek szkoły parafialnej w Jaśle. W 1382 uzyskał stopień bakałarza, a w 1384 magistra artium na uniwersytecie w Pradze. Od 1385, będąc profesorem na wydziale artium, studiował równocześnie prawo, ale nie uzyskał żadnego stopnia. Około 1390 powrócił do Polski, gdzie zaangażował się w prace nad wznowieniem działalności Akademii Krakowskiej, by prawdopodobnie 4 grudnia 1390 r. wygłosić kazanie na pierwszej mszy reaktywowanego uniwersytetu.
Od stycznia 1394 był rektorem szkoły kolegiackiej w Sandomierzu, gdzie jego uczniem był m.in. Łukasz Jarosławczyk z Wielkiego Koźmina, późniejszy profesor teologii na Uniwersytecie Krakowskim. W 1399 Bartłomiej udał się ponownie do Pragi na studia teologiczne, skąd wrócił do Krakowa w 1400 lub 1401 z tytułem baccalarius sacrae paginae. Studia teologiczne kontynuował w Krakowie pod kierunkiem Jana Isnera. Był również członkiem komisji, która pod kierownictwem Stanisława ze Skarbimierza przygotowywała statuty uniwersyteckie.
Dorobek naukowy Bartłomiej rozproszony w różnych rękopisach znajdujących się dziś w Bibliotece Jagiellońskiej związany jest ze studiami i działalnością profesorską na uniwersytetach w Pradze i Krakowie. Ten dorobek tworzą: mowy promocyjne i wykłady wstępne wygłoszone na wydziale artium, kazania i mowy uniwersyteckie, kazania do kleru, traktat o ignorancji, rozmaite orzeczenia teologiczne, traktat Ad celebrantes missam, kilka pieśni łacińskich oraz komentarze do Sentencji Piotra Lombarda w postaci glosy. Wśród kolęd znajdują się m.in. „Buccinemus in hac die”, z akrostychem „Bartholomeus de Jassel”, oraz z zanotowaną melodią „Ab eterno preconceptam”, „Mirans stupet en natura” i „Gaude mundi incola”.
W Jaśle znajduje się plac jego imienia, na którym w ramach obchodów 600-lecia Jasła w 1965 r. została wmurowana tablica pamiątkowa. Plac usytuowany jest na Osiedlu Śródmieście. Zwyczajowo określany jest jako tzw. „zielony rynek”. W latach II wojny światowej znajdowała się tu część żydowskiego getta.